# 胡家福
胡家福（1967年10月—），山东昌乐人，1993年11月加入中国共产党，1990年7月参加工作，山东大学中文系汉语言文学专业毕业，大学文学学士。现任中共吉林省委常委、延边州委书记。

## 生平
1990年毕业于山东大学中文系汉语言文学专业，之后任职于公安部办公厅。2000年5月，担任公安部第四研究所副所长。2000年10月，担任公安部办公厅研究室副主任。2002年2月，任公安部办公厅副主任。2006年9月，任公安部办公厅副主任兼研究室主任。2011年9月，升任公安部办公厅主任、研究室主任。2015年8月，担任吉林省人民政府副省长，省委政法委副书记，省公安厅党委书记、厅长、督察长。2017年7月，任中共吉林省委常委、政法委书记，吉林省人民政府副省长，吉林省公安厅党委书记、厅长、督察长。2018年1月，不再兼任省公安厅厅长、党委书记、督察长。2020年3月，改兼省委秘书长、省直属机关工作委员会书记。
2022年6月，改任中共吉林省委常委、延边州委书记。